# Dijon
Dijon  (AFI: /diˈʒɔ̃/) es una ciudad del este de Francia perteneciente a la región de Borgoña-Franco Condado. Está situada en el centro del departamento de Côte-d'Or, a orillas del río Ouche y no lejos del nacimiento del Sena. 
En 2008 la población de la ciudad era de 151 576 habitantes, convirtiéndose desde ese año en la 17.ª ciudad más poblada de Francia. El área metropolitana de Dijon o «Grand Dijon», que en 2000 tomó la forma de una «communauté d'agglomération», es decir una estructura intermunicipal con fiscalidad propia, tenía 244 577 habitantes en ese año.

## Toponimia
Algunas obras lexicográficas antiguas (entre 1705 y 1918) registran la escritura Dijón, sin indicación de su pronunciación. Según el Nuevo tesoro lexicográfico de la lengua española (NTLLE) de la Real Academia Española, la última es el Diccionario general y técnico hispano-americano (Madrid, Cultura Hispanoamericana, 1918) de Manuel Rodríguez-Navas y Carrasco.

## Clima

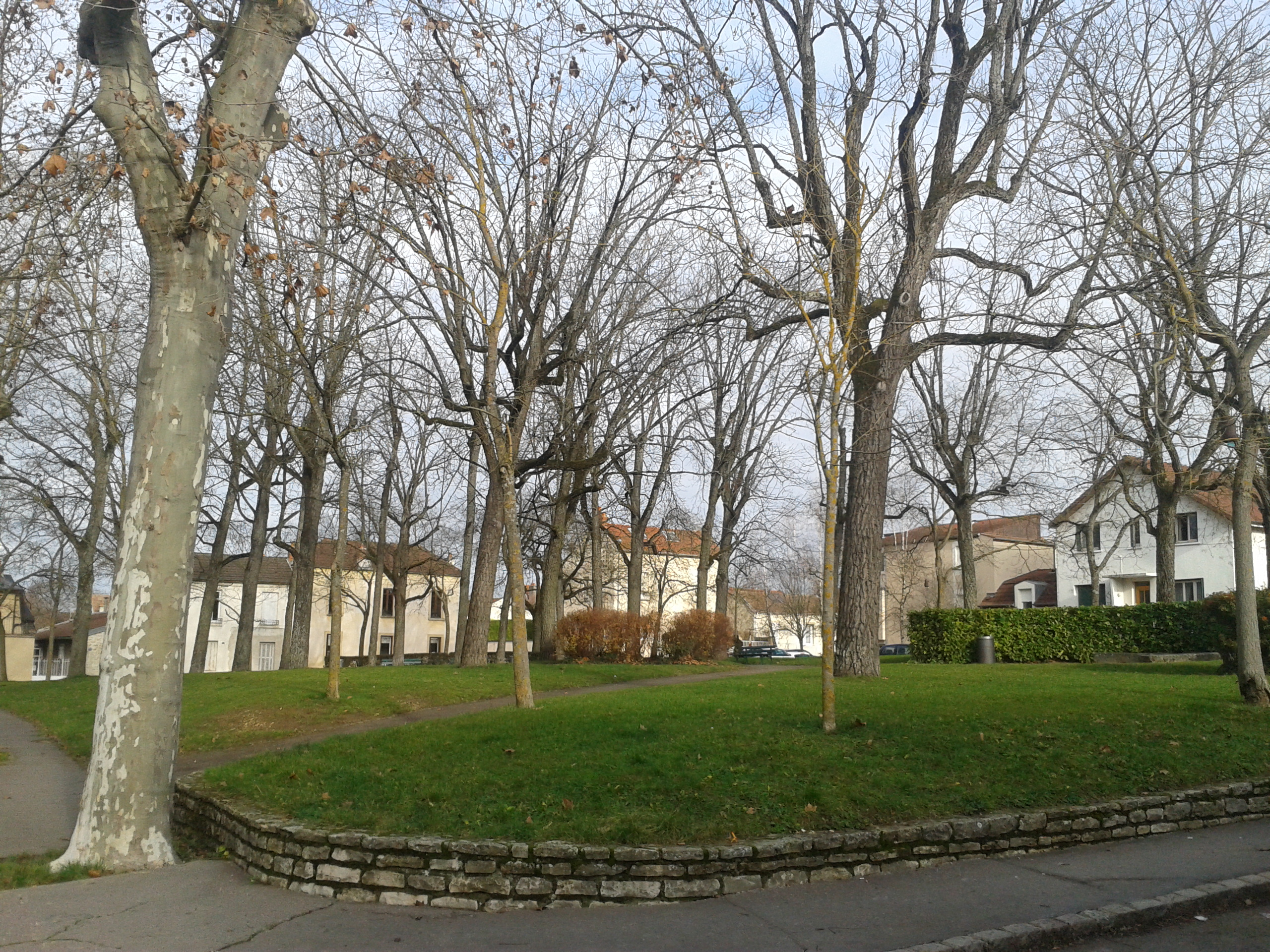
Plaza a finales del otoño

El clima de Dijon es de tipo oceánico con tendencia semi-continental, lo que conlleva frecuentes lluvias durante todas las estaciones y un tiempo cambiante. 
La influencia semi-continental hace que la ciudad cuente con una amplitud térmica mensual entre las más elevadas de Francia (18 °C), con fríos inviernos con nevadas frecuentes, y con veranos más cálidos que las ciudades cercanas, además de violentas tormentas ocasionales. La niebla está casi siempre presente en la ciudad, creada en parte por la humedad del lago Kir.

## Historia
Los obispos de Langres residieron con frecuencia en Dijon después de que Langres fuera tomada y saqueada por los bárbaros en el año 407.
En su Historia de los francos (libro III, cap. 19), Gregorio de Tours describe la Dijon del siglo VI como rodeada de una muralla de 9,5 m de alto y 4,44 m de ancho, con cuatro puertas y 33 torres. Las excavaciones arqueológicas han identificado 12 de estas torres. El área así protegida era de 11 hectáreas.

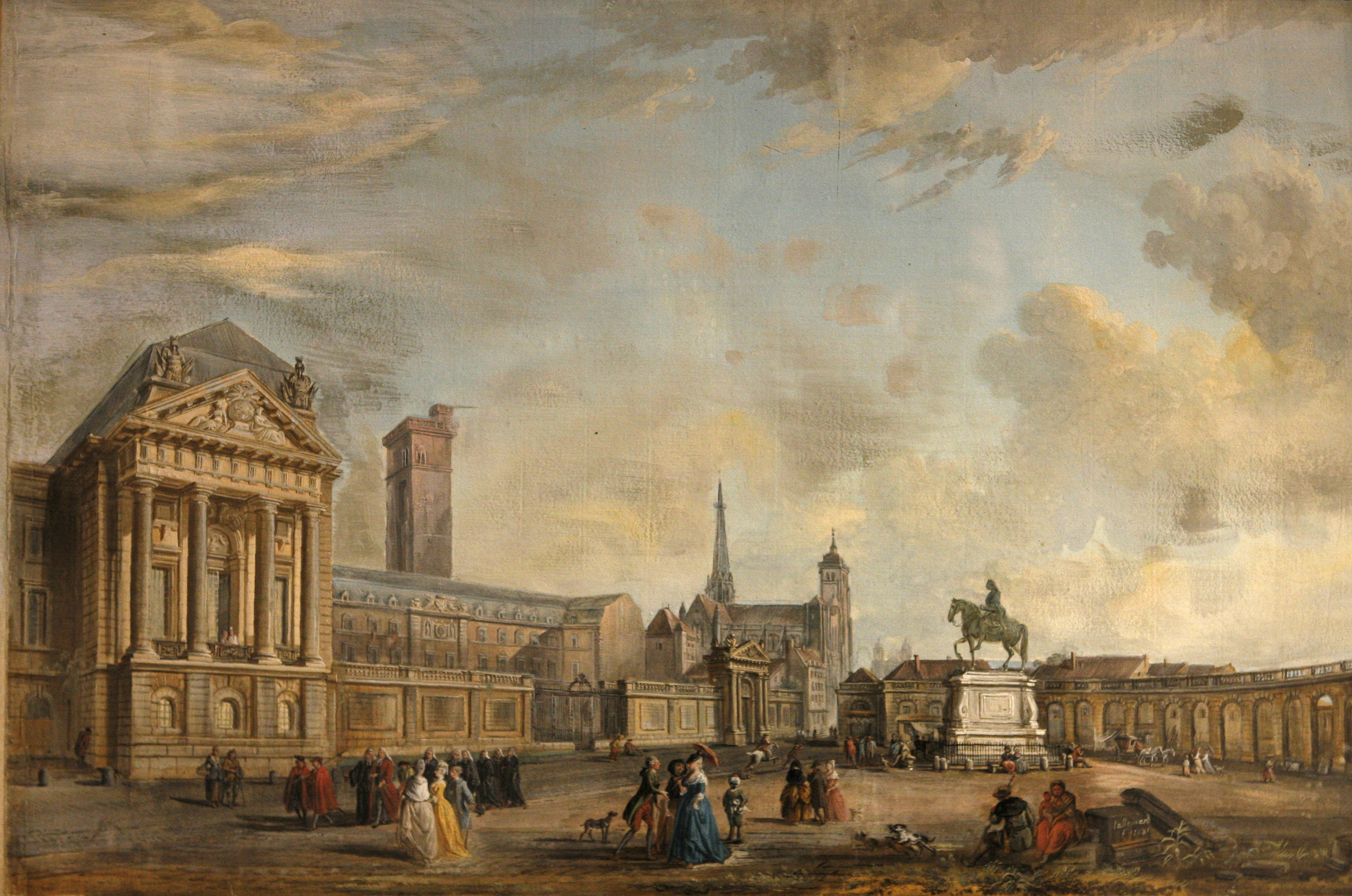
Palacio real de Dijon en la segunda mitad del

Fue parte del Ducado de Borgoña, el cual tras la batalla de Nancy, fue anexionado al Reino de Francia el 19 de enero de 1477 por el rey Luis XI. Fue ocupada por las tropas de la Sexta Coalición el 19 de enero de 1814 y de nuevo por las tropas de Prusia el 30 de octubre de 1870.
En 2015 la ciudad pasó de formar parte de la región de Borgoña a hacerlo de la de Borgoña-Franco Condado.

## Demografía
| 20 760              | 18 888 | 22 026 | 22 397 | 26 184 | 24 817 | 27 543 | 32 253 | 33 493 | 37 074 | 39 193 | 42 573 | 47 939 | 55 453 | 60 855 | 65 428 | 67 736 | 71 326 | 74 113 | 76 847 | 78 578 | 83 815 | 90 869 | 96 257 | 100 664 | 112 844 | 135 694 | 145 357 | 151 705 | 140 942 | 146 703 | 149 867 | 150 800 | 151 543 |
| (Fuente: INSEE-fr.) |        |        |        |        |        |        |        |        |        |        |        |        |        |        |        |        |        |        |        |        |        |        |        |         |         |         |         |         |         |         |         |         |         |

## Lugares y monumentos

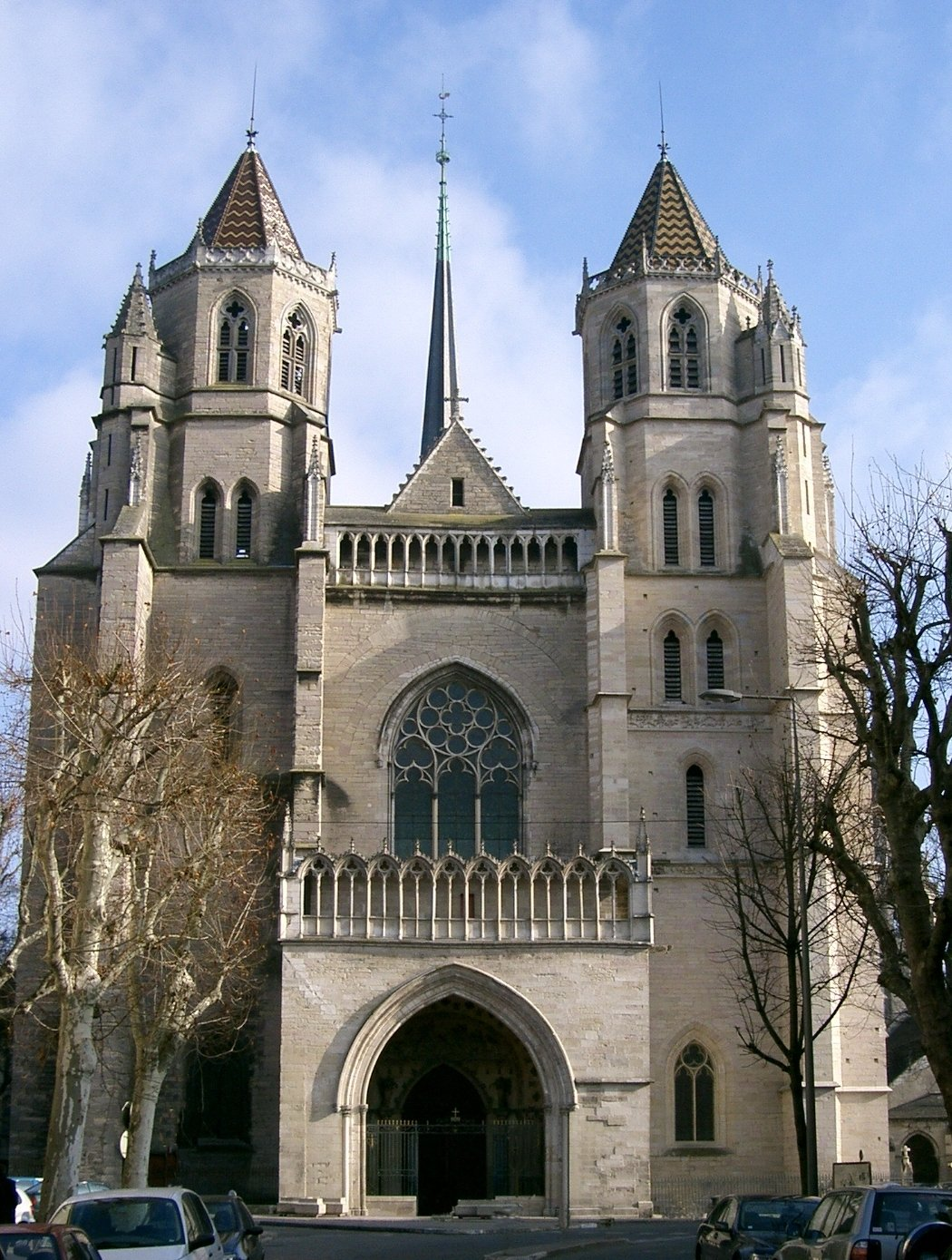
Catedral de Dijon

La ciudad conserva importantes obras de arte, lo que hace que, después de París, sea uno de los centros culturales más importantes del país. 
Tiene las iglesias de Saint Philibert, de estilo románico, Notre Dame (del siglo XIII), una de las obras más importantes del gótico borgoñón, Saint-Michel  (renacentista), y la catedral de San Benigno (siglos XIII y XIV), cuya cripta es del siglo XI.
Entre los pocos restos de la cartuja que existió hasta el siglo XIX a las afueras de la ciudad, se encuentra la portada y el llamado Pozo de Moisés, obras de Claus Sluter.

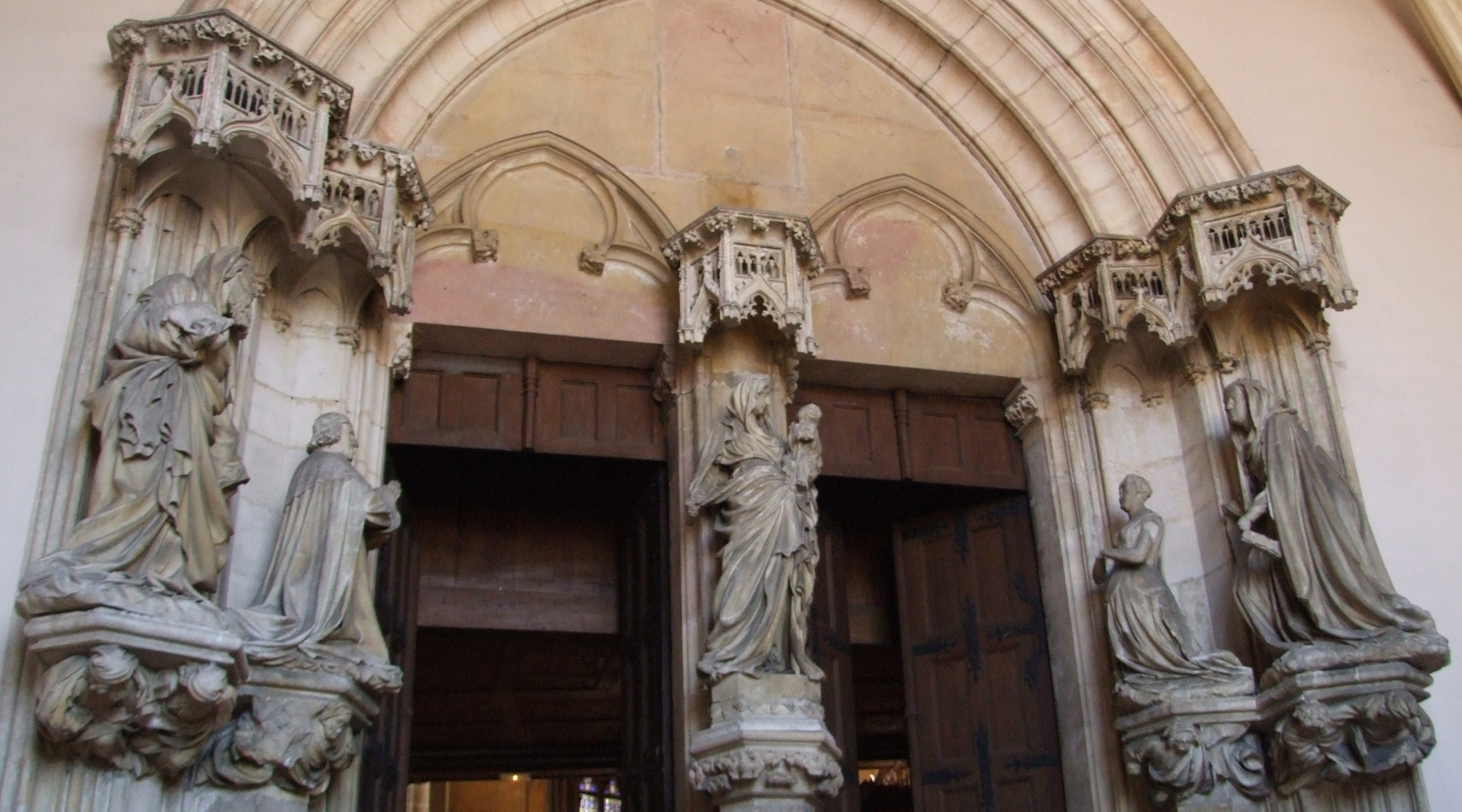
Santa Capilla de Dijon, esculpida por Drouet de Dammartin.

Entre los muchos edificios de carácter civil que se conservan  destacan el Palacio de Justicia (antiguo Parlamento de Dijon) y el palacio de los duques de Borgoña, actualmente Ayuntamiento y museo de Bellas Artes.
Existe un buen gusto por el cuidado de parques y jardines por ello es considerada una ciudad de cuatro flores. 
Dijon-Prenois es un autódromo que se usa habitualmente en campeonatos franceses de automovilismo.

## Economía

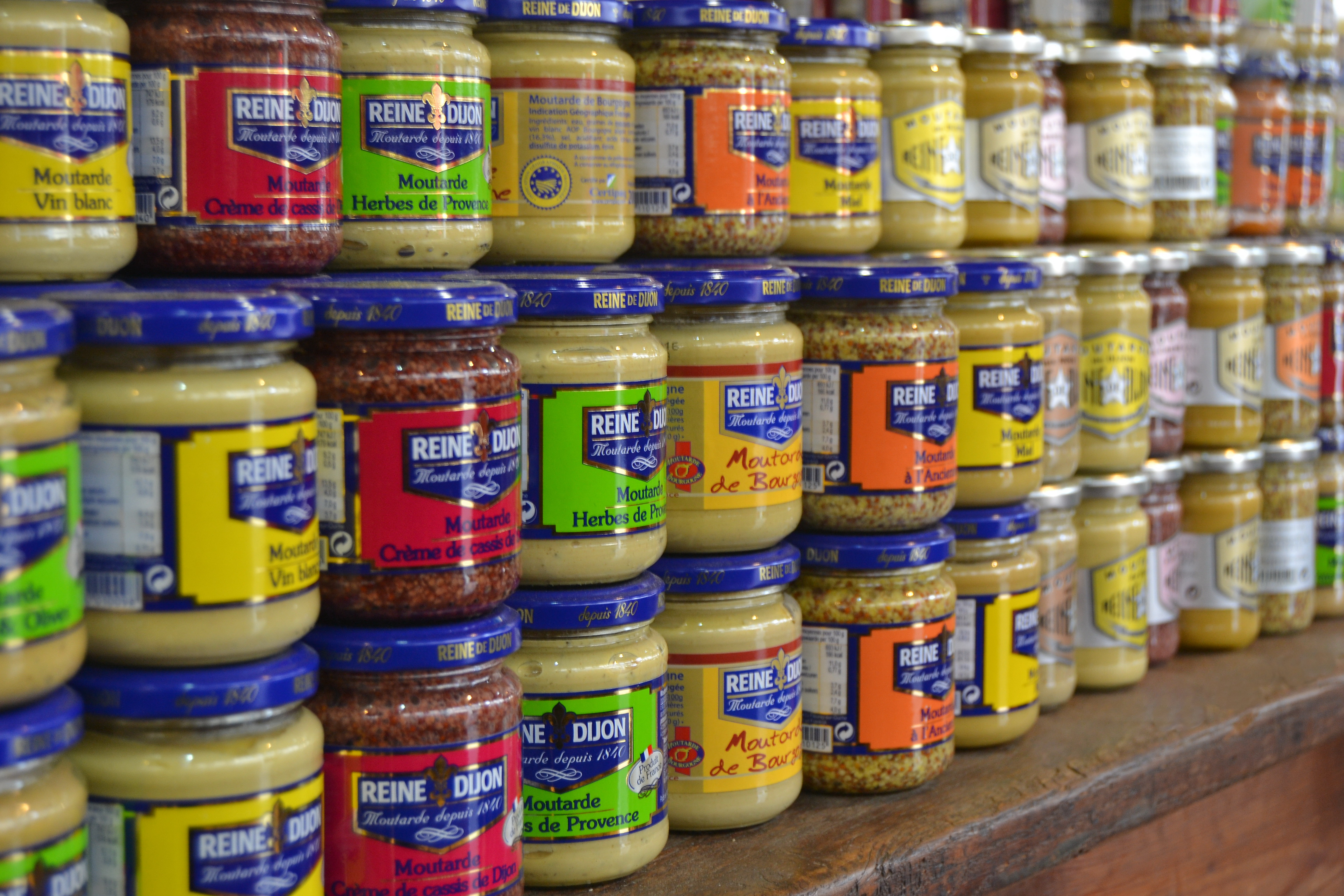
Tarros de mostaza de Dijon

El crecimiento de Dijon durante el siglo XX está asociado a su situación en cuanto a la línea ferroviaria París-Lyon-Marsella, siendo el punto de partida de las líneas que van hacia Besanzón, Belfort, Nancy, Italia o Suiza.  El desarrollo mundial ha favorecido la industria que va desde la metalurgia, o la industria alimentaria hasta el trabajo en cuero.
En 2009 los ingresos fiscales medios por hogar fue de 19 716 €, lo que sitúa en el puesto 7434 entre los 31 827 municipios de Francia que entran en el ranking.
Dijon es la cuna de la famosa mostaza de Dijon, producida con cultivos de la zona y generalmente presentada en forma de pasta verde o amarillo-verdosa.

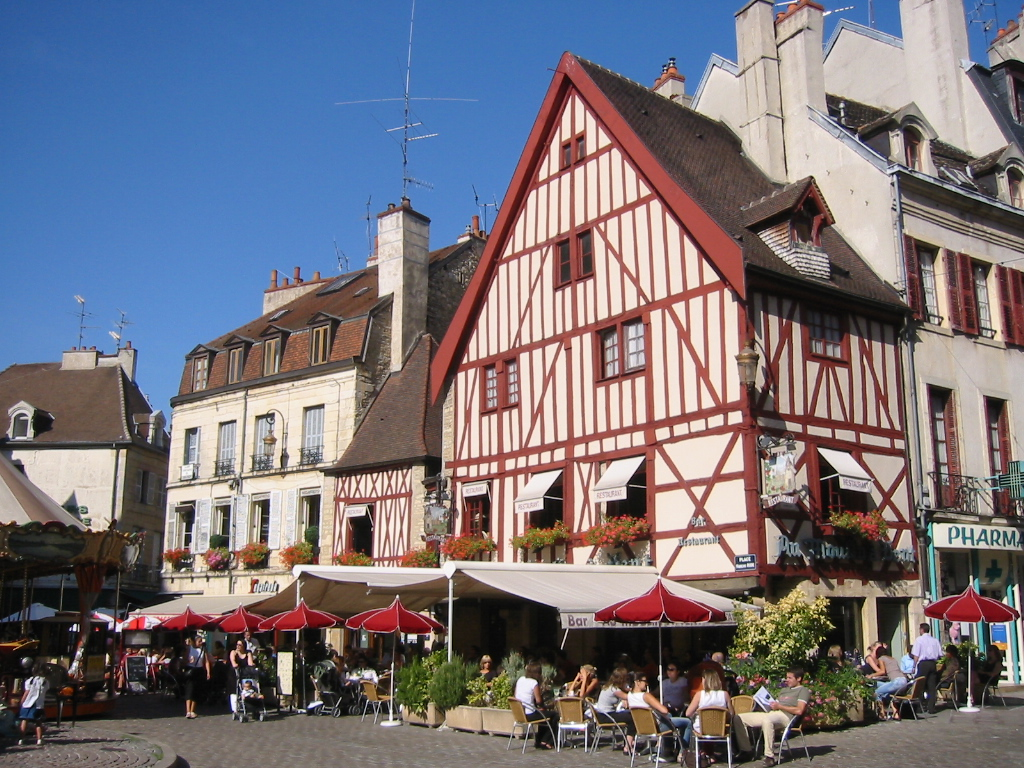
Terraceo en la ciudad

El turismo ocupa un buen puesto en la economía de Dijon. El interés por visitar la ciudad se debe principalmente a la riqueza de su patrimonio histórico y su cercanía a la zona vinícola. Además, la ciudad cuenta con tres de los diez monumentos más visitados de la Côte d'Or en 2004. Como muchas otras ciudades de importancia media, el turismo en Dijon se puede dividir sobre todo en tres sectores: el turismo cultural (museos, monumentos y fiestas culturales), el turismo gastronómico y vinícola (el vino de Borgoña o la mostaza de Dijon), y el turismo de negocios (por su palacio de congresos y los hoteles restaurantes adaptados para estas visitas).

## Educación
- Burgundy School of Business

## Deportes
La ciudad alberga al club de fútbol Dijon FCO, que participa en la tercera categoría del fútbol francés, el Championnat National. Su estadio es el llamado Stade Gaston Gérard con un aforo superior a 15.000 espectadores.

## Ciudades hermanadas
- Maguncia (Alemania)
- Volgogrado (Rusia)